# Foulehaio carunculatus
Espèce
Statut de conservation UICN

 LC  : Préoccupation mineure
Foulehaio carunculatus est une espèce de passereaux de la famille des Meliphagidae.

## Taxinomie
À la suite de l'étude phylogénique d'Andersen et al. (2014), le Congrès ornithologique international, dans sa classification de référence (version 5.2, 2015), divise cette espèce, jusque-là constituée de trois sous-espèces, en trois espèces distinctes : Foulehaio carunculatus (Gmelin) 1788 (ci-contre), Foulehaio procerior (Finsch & Hartlaub) 1867 et Foulehaio taviunensis (Wiglesworth) 1891.
Quand ces espèces étaient réunies dans le même taxon, celui-ci avait pour nom normalisé CINFO Méliphage foulehaio.

## Répartition
On le trouve dans l'est des îles Fidji, aux îles Samoa et Tonga.

## Habitat
Il vit dans les forêts humides tropicales et subtropicales ainsi que les mangroves.